# Zehneria somalensis
Zehneria somalensis är en gurkväxtart som beskrevs av M. Thulin. Zehneria somalensis ingår i släktet Zehneria och familjen gurkväxter. Inga underarter finns listade i Catalogue of Life.